# Зиедоне-Кантане, Аусма
А́усма Зи́едоне-Ка́нтане (латыш. Ausma Ziedone-Kantāne; 10 ноября 1941, Рига, Рейхскомиссариат Остланд — 29 мая 2022, Рига, Латвия) — советская и латвийская актриса театра и кино, народная артистка Латвийской ССР (1990).

## Биография
Родилась 10 ноября 1941 года в Риге, в рабочей семье.
Окончила Рижскую 1-ю среднюю школу (1960) и театральный факультет Латвийской государственной консерватории им. Я. Витола (1963).
С 1963 по 2022 год актриса Государственного академического художественного театра им. Я. Райниса (Театра Дайлес).
Снималась на Рижской киностудии. Дебютировала в ленте режиссёра Гунара Пиесиса «Верба серая цветёт» («Спасибо за весну», 1961).
Вдова латышского поэта Иманта Зиедониса.
Скончалась 29 мая 2022 года в Риге.

## Признание и награды
- 1976 — Заслуженная артистка Латвийской ССР
- 1990 — Народная артистка Латвийской ССР
- 2017 — Командор ордена Трёх звёзд

## Творчество

### Роли в театре

#### Театр Дайлес
- 1965 — «По дороге китов» Гунара Приеде — Инга
- 1965 — «Огонь и ночь» Райниса — Спидола
- 1966 — «Снимается кино» Эдварда Радзинского — Аня
- 1967 — «Мотоцикл» по произведениям Иманта Зиедониса — Почтальон
- 1968 — «Как делить Золотую богиню?» Паула Путниньша — Луиза
- 1969 — «Жаворонок» Жана Ануя — Жанна
- 1969 — «Идиот» по Ф. М. Достоевскому — Аглая
- 1970 — «Lauzīsim galvas dotajā virzienā!» — Жанна
- 1973 — «Краткое наставление в любви» Рудольфа Блауманиса — Илза
- 1974 — «Варвары» Максима Горького — Анна Фёдоровна
- 1975 — «Бранд» Генрика Ибсена — Агнесса
- 1979 — «Вдовы» А. Кертеса — Анна
- 1986 — «Женщины, женщины…» К. Буза — Сильвия
- 1987 — «Мерцающий и тёмно-голубой» Петериса Петерсона — Дана
- 1987 — «Пляска смерти» Юхана Стриндберга — Алиса
- 1988 — «Дама на рассвете» Алехандро Касона — Мать
- 1989 — «Грехи Трины» Рудольфа Блауманиса — Рембениете
- 1990 — «Золотой конь» Райниса — Чёрная мать
- 1992 — «Веер леди Уиндермир» Оскара Уайльда — Эрлин
- 1993 — «Лисички» Лилиан Хеллман — Берди Хабард
- 1993 — «Сага о Йёсте Берлинге» Сельмы Лагерлёф — Майорша
- 1994 — «Стальные магнолии» Роберта Харлинга — Мелина
- 1996 — «Одолжите тенора!» Кена Людвига — Мария
- 1996 — «Опасные связи» Кристофера Хэмптона по одноимённому роману Шодерло де Лакло — Маркиза де Мертей
- 1998 — «Мастер-класс» Т. Макнелли — Мария Каллас
- 1999 — «Пареньки села Замшелого» Андрея Упита — Цыганка
- 2000 — «Женитьба» Н. В. Гоголя — Арина Пантелеймоновна

#### Театр Кабата
- 1991 — «Мстительница» Аспазии — Сидония

### Режиссёрские работы

#### Театр Дайлес
- 1997 — «Стигма» по рассказу Г. Репше

## Фильмография
- 1961 — Спасибо за весну — Лия
- 1964 — Капитан Нуль — Сабина
- 1967 — Берег надежды — Линда Шервуд
- 1970 — Отзвуки прошлого — Гертруда
- 1971 — Тростниковый лес — Янина
- 1971 — Наследники военной дороги — Лайла
- 1974 — Морские ворота — Айна
- 1986 — Двойник